# Rozas de Puerto Real
Rozas de Puerto Real település Spanyolországban, Madrid tartományban. Rozas de Puerto Real Casillas, El Tiemblo, Navahondilla, Cadalso de los Vidrios, Cenicientos, Sotillo de la Adrada és Santa María del Tiétar községekkel határos. Lakosainak száma 580 fő (2024).

## Népesség
A település népessége az utóbbi években az alábbiak szerint változott:
| Lakosok száma | 273  | 354  | 372  | 426  | 469  | 493  | 534  | 530  | 577  | 580  |
|               | 2001 | 2004 | 2007 | 2009 | 2012 | 2014 | 2017 | 2019 | 2022 | 2024 |